# Clannad (visual novel)
A Clannad (クラナド; Kuranado) egy japán visual novel, amit a Key fejlesztett és adott ki 2004. április 28-án számítógépre. Míg a Key első két műve, ami megelőzte a Clannadot, a Kanon és az Air felnőtteknek szánt művek voltak, és utólag cenzúrázták őket fiatalabb korosztály számára, addig a Clannadot eleve minden korosztálynak szánták. Később kiadták PlayStation 2-re, PSP-re, Xbox 360-ra, PlayStation3-ra és PlayStation Vitára, és Steamen is meg fog jelenni. A történet Okazaki Tomoja életét követi, aki egy középiskolai delikvens. Utolsó középiskolai évében sok új kapcsolatra tesz szert, köztük megismer öt lányt, akiknek segít megoldani egyéni problémáikat.
A Clannad játékmenete egy szerteágazó történetet követ végig, mely előre rögzített jeleneteket mutat be, gyakori interakciókkal, melyek főleg az öt női főszereplővel történnek. A játék első megjelenése alkalmával a legtöbb példányban eladott számítógépes játék lett Japánban, később is többször belekerült a nemzeti 50 legjobb eladású kategóriába. Mindezek után a Key elkészített egy felnőtt tartalmú spin-offot, a Tomoyo After: It’s a Wonderful Life-ot 2005 novemberében, ami Szakagami Tomojo történetét bővítette ki. Tomojo az egyike a Clannad öt főhősnőjének.
A Clannad sok adaptációt kapott, köztük négy mangaadaptációt az ASCII Media Wokstől, a Flex Comixtól, a Fujimi Shobótól és a Jive-tól. Light novel-adaptációt és illusztrációgyűjteményt is kiadtak belőle, valamint audió drámákat és zenegyűjteményeket is. 2007 szeptemberében a Toei Animation készített filmadaptációt, amit később két animesorozat követett, amelyet 2007 és 2009 között készített a Kyoto Animation. Mind a két animesorozat ki lett adva angolul 2009-ben. A jogok a Sentai Filmworks tulajdonában állnak. Az animeadaptációnak nagyon jó eladásai voltak, valamint nyugaton is elismerést kapott a kritikusoktól.

## Játékmenet

Átlagos beszélgetés és narratíva a Clannadban. A képen Nagisza látható, ahogy Tomojával beszélget.

A Clannad egy dráma és romantikus visual novel, amiben a játékos Okazaki Tomoja szemszögéből látja a történetet. A játékmenetet főképp a történet narratívájának és párbeszédeinek az olvasásából áll. A szerteágazó történetvezetésnek köszönhetően több végkifejlete is van, melyek irányába a játékos a játék közben meghozott döntései alapján halad.
Hat fő történetszála van, amit esélye van a játékosnak végigolvasni, ezek közül öt az, ami a legelejétől fogva elérhető. A játék közben a játékosnak több választási lehetőséget kínál a játék. Ezeknél a pontoknál a szöveg nem halad tovább addig, amíg a játékos meg nem hozza a döntését. Ahhoz, hogy a játék teljes tartalmát lássa a játékos, szükséges újra meg újra végigjátszania a történetet, más döntéseket hoznia, hogy egy másik útra terelje a történetet.
Amikor először játssza valaki a játékot, rendelkezésre áll az Iskolai Élet történetszál, amely tartalmazza az öt női főszereplő történetét, valamint további kisebb jeleneteket. Amikor a játékos befejezi az egyik szereplő történetét, valamelyikük kap egy fénylő gömböt. Mikor mind a 8 fénygömböt összegyűjti a játékos, a második történetszál, az After Story avagy Utótörténet elérhetővé válik. A fények közül az egyik eltűnik az iskolai élet történetszál alatt, majd később újra megjelenik az After Storyban. Ahhoz, hogy a játékos eljusson az igaz, fő befejezéshez, szükséges a játékban lévő mind a 13 fénygömb összegyűjtése. Eredetileg a fénygömböket játékon belül is használható eszközöknek szánták, azonban annyira bonyolulttá tette volna a játékot, hogy elvonta volna a figyelmet a történetről, így kevésbé zavaróvá tették.

## Tartalom

### Helyszín és témák
A történet első fele főképp a Hikarizaka Középiskolában játszódik, ami egy fiktív hely Japánban. Az iskolán kívül többször előkerülő helyszín a Nagisza szülei által futtatott bolt, valamint Szunohara Jóhei kollégiuma is. A történet folyamán apró betekintéseket láthatunk egy illúzióvilágba. Ebből az illúzióvilágból hiányzik minden élet, kivéve egy fiatal lányt, aki később épít hulladékból egy testet, amit használva a játékos kommunikálhat majd vele. A történet első felének végkifejlete után a második fele ugyanabban a városban folytatódik. Habár sosem említették konkrétan a város nevét, feltételezhető a sok létesítmény és cégnévből, hogy Hikarizakának hívják.
Több téma is van, ami visszatérő elem a történet folyamán. Elsősorban a család fontosságát járja körbe a történet, ahogy arra a címe is utal. Maeda Dzsun azt gondolta, hogy az ír Clannad együttesnek a neve családot vagy klánt jelent írül, innen ered a cím. A hat főszereplő közül Tomojának, Nagiszának, Kotominak nincsen testvére, náluk a szüleik a legfőbb tényezői történetüknek. Nagisza története Maeda elképzeléseit tartalmazza az ideális családról, és a tudatosság áll a középpontban. Nagisza történetében visszatérő elem a „Nagy Dango Család” (だんご大家族 Dango Daikazoku), ami egy gyerek kabalafigura csoport, amiért rajong Nagisza. Tomoja és Nagisza karaktere úgy lett megírva, hogy szemléltessék a felnőtté válás folyamatát a történet végére. Fúko és Kjó történetében a testvérük a legfőbb mozgatóelemek, míg Tomojo történetében az egész családja hatással van rá.

### Főszereplők
A játékos Okazaki Tomoja szerepét veszi magára, aki a Clannad főhőse. Tomoját delikvensnek bélyegezték meg, és a történet elején az is kiderül, hogy utálja a várost, amiben egész életét töltötte, és amiben az Clannad játszódik. Nagyon őszinte, amikor a többiekhez szól, nem hezitál az igazat mondani, még ha emiatt gorombának is fog tűnni. Mindezek ellenére Tomoja lojális a barátaihoz, és szükség idején mindig készen áll segíteni. Összességében önzetlen, és nem kér sokat azért cserébe, amit másokért tesz.
Tomoja a történet kezdetén találkozik Furukava Nagiszával, aki a Clannad főhősnője. Nagisza egy nagyon félénk lány, akinek nincs elég önbizalma, ezért a körülötte lévőkre támaszkodik. Furcsa szokása, hogy azokat az ételeket motyogja magának motivációként, amiket szeret, és később enni tervez. Fudzsibajasi Kjó, a Clannad egy másik főszereplője, agresszív, durva lány, aki a főzési tudásáról ismert baráti és családi körében. Amikor mérges, gyakran dobál másokat szótárral, amit csak erre a célra tart magánál. A viselkedése ellenére van egy visszafogottabb oldala is, amit főként az ikertestvérének, Fudzsibajasi Rjónak mutat meg.
Tomoja találkozik egy zseni lánnyal, Icsinosze Kotomival, az iskolai könyvtárban. Egységesített tanmenetben letett vizsgák alapján az ország legjobb tíz tanulója közé tartozik minden tantárgyból. Mindig a könyvtárban van, ahol további tanulmányokat folytat, legtöbbször idegennyelven. Kotomi nagyon csendes lány gyenge szociális képességekkel, emiatt nehéz is kommunikálni vele. Képes teljesen kizárni másokat olvasás közben, még akkor is, ha azok nagy zajt csapnak körülötte. A Clannad negyedik női főszereplője Szakagami Tomojo, egy másodéves diák, aki iskolát váltva kerül Tomoja iskolájába. Tomojo, csakúgy, mint Kjó nagyon agresszív tud lenni, emellett jól verekszik (a rúgást preferálja az ütés helyett) és sportos. Annak ellenére, hogy Tomoja idősebb, mint ő, úgy döntött, hogy nem mutat tiszteletet felé, mint fiatalabb diák. Tomojo megjelenik a Key ötödik játékában, a Tomoyo After: It’s a Wonderful Life-ban, női főszereplőként.
Ibuki Fúko, a Clannad utolsó női főszereplője, magányos, és Tomojával való találkozása előtt szinte mindig csak fa tengericsillagokat faragott, amiket másoknak ad ajándékként. Fúko imádja a tengericsillagokat, és mindent, ami csillag alakú. Ha meglát valami csillag alakú dolgot gyakran olyan euforikus állapotba esik, amiben teljesen öntudatlan, így nem veszi tudomásul környezetét.

### Történet
A Clannad történetének központjában Okazaki Tomoja áll, aki egy harmadéves diák iskolájában, és utálja az életét. Tomoja anyja, Atsuko meghalt, mikor Tomoja még kicsi volt, így apjára, Naojukira maradt, hogy felnevelje fiát. A baleset után Tomoja apja alkoholba és szerencsejátékba temetkezett, és gyakran veszekedett Tomojával. Egy nap Naojuki veszekedés közben nekilökte fiát az ablaknak, akinek erre a válla kiugrott a helyéről. Emiatt a sérülés miatt Tomoja nem kosarazhatott tovább, és fokozatosan eltávolodott a többiektől. Ezután az apja jól, de távolságtartóan kezelte Tomoját, mintha idegenek lennének, nem pedig család. Ez jobban bántja Tomoját, mint az ezelőtti állapotok, és arra sarkalja őt, hogy a kellemetlen légkört elkerülve kint maradjon éjszakánként. Ezzel kezdődött delikvens élete, amit jó barátjával együtt folytat, Szunohara Jóhei-jel, akit kidobtak a focicsapatból egy felsőbb évesekkel való nézeteltérés után. Együtt gyakran lógnak Szunohara kollégiumi szobájában, és semmittevéssel töltik napjaikat.
A történet 2003 április 14-ei hétfői napon, az iskolakezdéssel indul, mikor Tomoja találkozik Furukava Nagiszával, a csendes lánnyal, aki egy évvel idősebb nála, azonban évet ismétel előző évi sok betegeskedése miatt. Nagiszának az a célja, hogy csatlakozzon a színjátszó klubhoz, amihez tavaly nem tudott betegsége miatt, viszont rájönnek, hogy a klub feloszlott, miután elballagtak a tagjai. Mivel Tomojának sok szabadideje van, segít Nagiszának újraalapítani a klubot. Ezalatt az időszak alatt Tomoja több lánnyal megismerkedik a klub kapcsán, és közelebb kerülve hozzájuk segít megoldani az egyéni problémáikat.

#### After Story

Az After Story logója

A történet második része időrendben közvetlenül az első rész vége után indul, azonban a következő hét évet öleli fel. Nagisza és Tomoja összeköltöznek, majd összeházasodnak. Tomojának sok nehézséget kell elviselnie új családjuk révén, elsősorban Nagisza gyakori betegségét. Közvetlen azután, hogy világra hozza gyereküket, Usiót, Nagisza meghal, ezzel összetörve Tomoja életét. Tomoja mély depresszióba esik, alig képes magát ellátni, nemhogy egy csecsemőt. Végül Nagisza szülei, Akio és Szanae veszik magukhoz Usiót. Öt évvel később Tomoja találkozik apai ági nagyanyjával, Okazaki Sinoval. Sino elmeséli neki apja traumatikus múltját, ami jócskán hasonlított Tomoja mostani helyzetéhez. Ezek után Tomoja elhatározza, hogy felneveli Usiót, és kibékül apjával. Nem sokkal azután, hogy Tomoja megtalálja életcélját Usio ugyanabba a betegségbe esik, mint amiben Nagisza szenvedett. Tomoja, Szanae és Akio küzdenek azért, hogy megmentsék Usiót. Tomoja otthagyja a munkáját is, de minden erőfeszítésük hiábavaló. Ahogy a tél beköszönt Tomoja eldönti, hogy mindent megtesz Usiónak, így elindulnak együtt egy útra, ám Usió meghal útközben.
Tomoja pszichéje fejlődik álmaiban egy sivár illúzió világban, ahol fénygömbök lebegnek mindenhol. A világból, amit lát, minden élet hiányzik, kivéve egy fiatal lányt. Minden alkalommal, amikor álmodik, többet megtud a világról. Megtudja, hogy a lánynak van egy különleges képessége, amivel képes egybeolvasztani hulladékot, ezzel új dolgokat létrehozva. Ezt a képességet arra használja a lány, hogy testet adjon neki álmaiban. Az idők alatt arra a következtetésre jut Tomoja, hogy kizárólag csak ketten élnek abban a világban. Azért, hogy elüssék az időt, Tomoja ráveszi a lányt, hogy építsen még egy babát hulladékból, azonban az nem kel életre lélek nélkül. Visszaemlékezve a távoli világra ahonnan jött, Tomoja megkéri a lányt, hogy építsen egy hajót, amivel elmenekülhetnek oda a közelgő tél elől, és boldogan éljenek ott tovább. Végül beköszönt a tél, és a lány annyira kihűl, hogy nem tud többé mozogni. A lány elárulja Tomojának, hogy van még egy esélye, hogy visszamenjen, és mindent helyrehozzon. Ahhoz, hogy ezt megtegye bizonyos fényeket kell összegyűjtenie, amik a boldogság szimbólumai, hasonlóakat azokhoz, mint amik az illúzió világban vették körbe őket. Ha minden fényt összegyűjt Tomoja a történet két szakasza során egy lehetőség megnyílik, hogy Nagiszát megmentse, és az igazi befejezés elérhetővé válik, ahol Nagisza túléli a szülést, és együtt élnek Tomojával, és a lányukkal Usióval.

## Fejlesztés
A Clannad vezető producere Baba Takahiro volt, a VisualArt’s-tól, a kiadótól, ami alá a Key tartozik. Maeda Dzsun, – aki a három fő író egyike volt, Kai-jal és Szuzumoto Júicsivel – vezette a Clannad tervezését, valamint a történet nagy részét ő írta. A forgatókönyvben asszisztált Okano Tója is. Hinoue Itaru vezette a látványtervezést, és egyben a karakter dizájnon is dolgozott. Miracle Mikipon, Mocsiszuke, Na-Ga és Shinory egészítette ki számítógépes grafikával. A háttereken Torino dolgozott.
Maeda beismerte, hogy a második Key-visual novelnél, az Airnél úgy érezte, hogy azt sikerült írnia, mint amit szeretett volna, de utólag rájött, hogy a játékosok számára nehéz volt átérezni és megkapni a mondanivalóját. Ennek következtében úgy érezte, hogy a következő művüknél, a Clannadnál kötelessége annyi játékos számára érthetővé tenni, amennyinek csak lehetséges. Mindenekelőtt szeretett volna egy élvezhető játékot készíteni, és rögtön az Air befejezése után neki is látott a Clannad tervezésének. Már a tervezés első szakaszától kezdve Maeda eldöntötte, hogy nem szeretne egy olyan történetet írni, mint az Air, ahelyett a város és az emberek mély kapcsolatáról, valamint az emberségről szeretett volna írni. Maeda megjegyezte, hogy felülmúlta önmagát, miközben a Clannad legtöbb jelenetét ő írta, és úgy írta ezt le, mint „Egy fal, amit sose fogok tudni újra megmászni”. Habár az elején úgy érezte, hogy eléggé felkészült, de később a történet hosszúra nyúlt, amire Maeda sose számított. Szuzumoto megjegyezte, hogy az eredeti tervhez képest kétszer olyan hosszú lett. Szuzumoto a hossz növekedését annak tulajdonította, hogy a játék felvezető történetének a felépítése sokkal hosszabb lett, és ez a szerteágazó történet többi ágát is tovább hosszabbította.
Többen aggódtak amiatt, hogy a Clannad túlságosan hasonlít az Airhez. Amikor Nagisza történetét írták, viták kezdődtek arról, hogy túl hosszú az ő forgatókönyve, és emiatt túlságosan is középpontba kerül a női főszereplők közül. Másoknak az volt a problémája, hogy túlságosan hasonlítana az Air felépítéséhez az, hogy van egy kiemelkedő karakter, egy egyedülálló történetszállal, mint ahogy Kamio Miszuzu volt ott. Baba Takahiro, a VisualArt’s cégvezetője, azt is felvetette, hogy csökkentsék a különbséget a többi karakter forgatókönyvéhez képest, de ezt végül Maeda teljesen figyelmen kívül hagyta. Azt gondolta, hogy a játék megítélése nem romlana azáltal, hogy a forgatókönyvek rendkívül különbözőek, és a végeredmény jó lesz. Maeda attól tartott, hogy az After Story mellett, ami főképpen Nagisza történetének a folytatása, eltörpülne a történet többi része, pont úgy, mint ahogy az Airnél történt. Ezt elkerülendő, a felvezető történetet, ami az Iskolai Élet történetszál volt, ugyanúgy roppant hosszúra, és szívfacsaróra írta meg. Clannad a Key második leghosszabb munkája. Az alapján, amit Tonokava Júto mondott, a Clannad körülbelül 4000 szóval rövidebb, mint a 2008-ban kiadott Little Busters! Ecstasy.

## Fordítás
Ez a szócikk részben vagy egészben  a   Clannad (visual novel) című angol Wikipédia-szócikk ezen változatának fordításán alapul.  Az eredeti cikk szerkesztőit annak laptörténete sorolja fel. Ez a jelzés csupán a megfogalmazás eredetét és a szerzői jogokat jelzi, nem szolgál a cikkben szereplő információk forrásmegjelöléseként.